# Porphyrellus
Porphyrellus is een geslacht van schimmels behorend tot de familie Boletaceae. De typesoort is Porphyrellus porphyrosporus.

## Soorten
Volgens Index Fungorum bestaat het geslacht uit de volgende 20 soorten (peildatum augustus 2023):
| Soortnaam                     | Auteur(s)                                  | Publicatiejaar |
| ----------------------------- | ------------------------------------------ | -------------- |
| Porphyrellus atrofuscus       | E.A. Dick & Snell                          | 1961           |
| Porphyrellus brunneus         | McNabb                                     | 1967           |
| Porphyrellus castaneus        | Yan C. Li & Zhu L. Yang                    | 2016           |
| Porphyrellus cyaneotinctus    | (A.H. Sm. & Thiers) Singer                 | 1991           |
| Porphyrellus formosanus       | K.W. Yeh & Z.C. Chen                       | 1985           |
| Porphyrellus formosus         | (G. Stev.) J.A. Cooper                     | 2014           |
| Porphyrellus fuligineus       | (Pers.) Singer                             | 1991           |
| Porphyrellus fumosipes        | (Peck) Snell                               | 1945           |
| Porphyrellus griseus          | Yan C. Li & Zhu L. Yang                    | 2021           |
| Porphyrellus indecisus        | (Peck) E.-J. Gilbert                       | 1931           |
| Porphyrellus niger            | Heinem. & Gooss.-Font.                     | 1951           |
| Porphyrellus olivaceobrunneus | (Zeller & F.D. Bailey) Klofac              | 2020           |
| Porphyrellus orientifumosipes | Yan C. Li & Zhu L. Yang                    | 2016           |
| Porphyrellus pacificus        | (Wolfe) Singer, J. García & L.D. Gómez     | 1991           |
| Porphyrellus porphyrosporus   | (Fr.) E.-J. Gilbert                        | 1931           |
| Porphyrellus pseudofumosipes  | Yan C. Li & Zhu L. Yang                    | 2021           |
| Porphyrellus scrobiculatus    | Yan C. Li & Zhu L. Yang                    | 2021           |
| Porphyrellus sordidus         | (Frost) Snell                              | 1945           |
| Porphyrellus umbrosus         | (G.F. Atk.) Singer, J. García & L.D. Gómez | 1991           |
| Porphyrellus zaragozae        | Singer & J. García                         | 1991           |